# Beinwil (Freiamt)
Beinwil (Freiamt) (hasta 1950 oficialmente Beinwil bei Muri) es una comuna suiza del cantón de Argovia, ubicada en el distrito de Muri. Limita al norte con la comuna de Geltwil, al noreste con Merenschwand, al este con Mühlau, al sur con Auw, y al oeste con Hohenrain (LU) y Hitzkirch (LU).

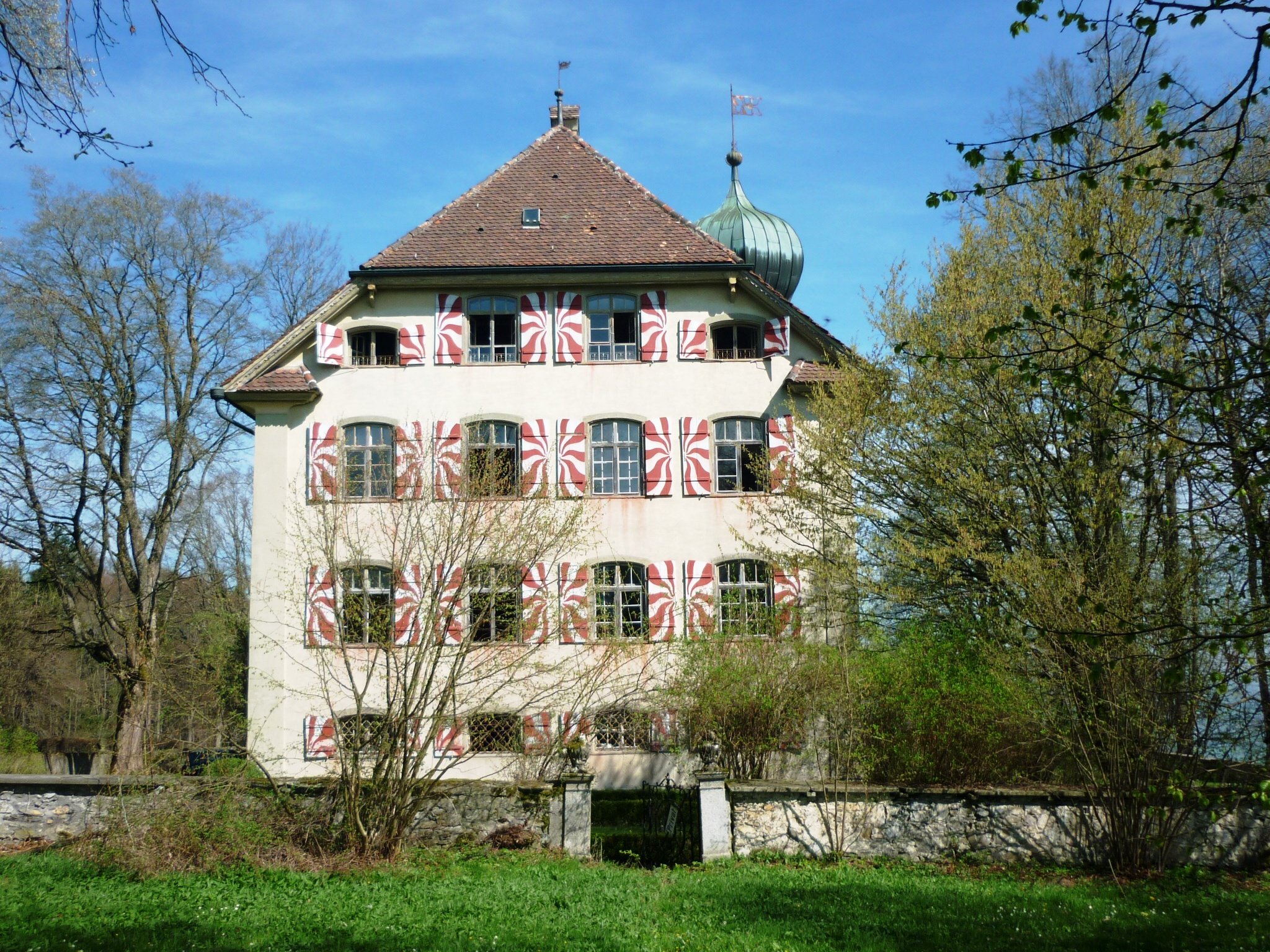
Castillo de Horben.